# The Hu
The Hu — монгольская рок-группа, исполняющая фолк-метал (сама группа называет свой стиль «хунну-рок»). Характерные особенности её звучания — использование горлового пения и монгольских национальных музыкальных инструментов моринхур и топшуур. Название группы The Hu (монг. Хүн) в переводе с монгольского языка означает «человек». Логотип группы — изображение ирбиса.

## История
Группа основана в 2016 году в Улан-Баторе. Её основатель — опытный продюсер и композитор Баярмагнайн Дашдондог, который сам в группе не выступает, однако именно он основной автор песен и организатор The Hu.
27 сентября 2018 года был создан официальный канал группы на Youtube, где стали выходить первые клипы группы. По состоянию на май 2019 года клипы группы собрали более 26 млн просмотров. В 2019 году 11 апреля сингл «Wolf Totem» достиг позиции № 1 в Billboard Hard Rock Digital Songs Sales; сингл «Yuve Yuve Yu» в этом же чарте достиг седьмой позиции. В чарте Hot Rock Songs «Wolf Totem» занял 22-е место. Группа The Hu занимала первое место в чарте iTunes в США.
6 июня 2019 года группа выпустила свой третий сингл — «Shoog Shoog». За июнь-июль 2019 года The Hu дали 23 концерта в 12 европейских странах.
Первый альбом The HU, Gereg, вышел 13 сентября 2019 года на международном уровне под лейблом Eleven Seven Music.
Для игры Star Wars Jedi: Fallen Order группа выпустила песню «Sugaan Essena».
В 2019 году солист Papa Roach принял участие в записи песни «Wolf Totem (feat. Jacoby Shaddix)» как приглашенный исполнитель.
В 2019 году группа награждена орденом Чингисхана.
12 мая 2022 года был выпущен сингл «This Is Mongol». 8 июля того же года группа выпустила сингл «Black Thunder» и анонсировала новый альбом под названием Rumble Of Thunder, который был выпущен 2 сентября.

## Состав
- Б. Дашдондог — продюсер, композитор.

### Участники
- Галбадрах «Гала» Цэндбаатар — горловое пение, моринхур;
- Энхсайхан «Энхууш» Батжаргал — моринхур, горловое пение;
- Нямжанцан «Джая» Галсанджамц — варган, цуур, флейта, горловое пение;
- Тэмуулен «Тэмка» Наранбаатар — топшуур, бэк-вокал[5].

### Участники туров
- Жамбалдорж Жамба Аюш — гитара, бэк-вокал;
- Одбаяр Одхо Гантумур — барабаны, бэк-вокал;
- Нямдаваа Даваа Бямбаа — бас, бэк-вокал
- Унумунх Оно Маралхуу — перкуссия, бэк-вокал.

## Награды
- Орден Чингисхана (2019)
- Артист ЮНЕСКО во имя мира (2022).

## Символизм
На моринхуре участника Б. Энхасайхана присутствует изображение соёмбо — древнего символа монгольских народов. Клип Wolf Totem вдохновлен многими элементами из монгольской мифологии и истории (см. тотем волка у монголов).
В клипе The Hu — Wolf Totem на 5:12 демонстрируется свастика. Она также присутствует на одном музыкальных инструментов. При этом свастика (хас тэмдэг) в Монголии не несет в себе отрицательного смысла и не ассоциируется с нацизмом. Она представляет собой один из священных символов монгольских народов. Тем не менее во избежание недопонимания в настоящее время изображение свастики в клипе замазано. Свастика как элемент орнамента присутствует на гербе Монголии.
На первых секундах видеоклипа Wolf Totem показана эмблема министерства образования и науки Монголии, на самой же эмблеме написано «Монгол Улсын Засгийн газар» («Правительство Монголии») и правее от неё «боловсрол соёл шинжлэх ухааны» («Министерство образования и науки»).

## Дискография

### Альбомы
- 2019 — «The Gereg»
- 2022 — «Rumble Of Thunder»

### Синглы
- 2018 — «Yuve Yuve Yu»
- 2018 — «Wolf Totem»
- 2019 — «Shoog Shoog»
- 2019 — «The Great Chinggis Khaan»
- 2019 — «Sugaan Essena (Original Music from Star Wars Jedi: Fallen Order)»
- 2020 — «Sad But True» (Metallica cover)
- 2022 — «This Is Mongol»

### Клипы
- 2018 — «Yuve Yuve Yu» (The Gereg)
- 2018 — «Wolf Totem» (The Gereg)
- 2018 — "The Great Chinggis Khaan (The Gereg)
- 2019 — «Wolf Totem (featuring Jacoby Shanaddix» (The Gereg (Deluxe Edition))
- 2019 — «Sugaan Essena (Original Music from Star Wars Jedi: Fallen Order)»
- 2020 — «Sad But True» (Metallica cover)
- 2022 — «This Is Mongol» (Rumble Of Thunder)
- 2022 — «Black Thunder (Part 1)» (Rumble Of Thunder)
- 2022 — «Black Thunder (Part 2)» (Rumble Of Thunder)
- 2022 — «Bii Biyelgee» (Rumble Of Thunder)